# Nelson-Stacheltaschenmaus
Die Nelson-Stacheltaschenmaus (Heteromys nelsoni) ist eine Art der Stacheltaschenmäuse, die nur im Süden des mexikanischen Bundesstaates Chiapas sowie im angrenzenden westlichen Guatemala vorkommt.

## Merkmale
Die Nelson-Stacheltaschenmaus erreicht eine Kopf-Rumpf-Länge von etwa 16,2 Zentimetern bei den männlichen Tieren und 15,1 Zentimetern bei den Weibchen. Der Schwanz wird 19,7 Zentimeter bzw. 18,6 Zentimeter lang und das durchschnittliche Gewicht beträgt etwa 60 bis 110 Gramm. Die durchschnittliche Ohrlänge beträgt 22 bzw. 20 Millimeter und die durchschnittliche Hinterfußlänge 43 bzw. 42 Millimeter. Es handelt sich damit um eine der größten Arten der Gattung, die Männchen sind im Durchschnitt wesentlich größer als die Weibchen. Das Fell der ausgewachsenen Tiere ist rau und beinhaltet einzelne versteifte, weiche und stachelähnliche Haare auf der Rücken- und Bauchseite. Das Rückenfell ist grau bis schieferschwarz mit ungleichmäßiger ockerfarbener Sprenkelung und ohne hellere Seitenlinie, die Bauchseite ist weiß. Die Ohren sind vergleichsweise groß, fast nackt und grau sowie ohne weiße Randung.
Die vorderen Bereiche der Sohlen der Hinterfüße sind nackt und besitzen sechs Tuberkel. Der Schwanz ist deutlich länger als die Kopf-Rumpf-Länge und dünn behaart.
Der Karyotyp besteht aus einem diploiden Chromosomensatz aus 2n = 42 Chromosomen (FN=78).

## Verbreitung
Das Verbreitungsgebiet der Nelson-Stacheltaschenmaus ist auf den Süden des mexikanischen Bundesstaates Chiapas sowie das angrenzende westliche Guatemala eingeschränkt, wo die Art in höheren Bergzonen lebt. Das gesamte Verbreitungsgebiet erstreckt sich über 4650 km². Innerhalb dieses sind lediglich drei Fundlokalitäten bekannt: Pinabeto in der Verwaltungseinheit Motozintla und der Cerro Mozotal in El Porvenir und Siltepec, alle im südlichen Chiapas, sowie der Vulkan Tajumulco im westlichen Guatemala. Letztere Population ist aber möglicherweise durch den Hurrikan Stan im Jahr 2006 ausgelöscht worden. Die Höhenverbreitung reicht dabei von etwa 2500 bis etwa 2800 Meter.

## Lebensweise
Die Nelson-Stacheltaschenmaus ist nur von einigen wenigen Habitaten in kalten und feuchten Nebelwaldgebieten in Höhen von 2500 bis 2800 Metern bekannt. Die Art ist nachtaktiv und bodenlebend, über ihre Lebensweise liegen ansonsten so gut wie gar keine Informationen vor.

## Systematik
Die Nelson-Stacheltaschenmaus wird als eigenständige Art innerhalb der Gattung der Stacheltaschenmäuse (Heteromys) eingeordnet, die aus 16 Arten besteht. Die wissenschaftliche Erstbeschreibung stammt von Clinton Hart Merriam aus dem Jahr 1902, der sie bereits als Heteromys (Xylomys) nelsoni einführte. Die ihm zur Erstbeschreibung zur Verfügung stehenden Tiere stammten dabei von einer zoologischen Exkursion der amerikanischen Zoologen Edward Alphonso Goldman und Edward William Nelson vom Bureau of Biological Survey des amerikanischen Department of Agriculture in Mexiko. Goldman und Nelson stellten Merriam insgesamt etwa 800 Individuen verschiedener Arten von Stacheltaschenmäusen zur Verfügung, durch die er in seiner Veröffentlichung 20 verschiedene Arten und Unterarten der Gattung aufstellen konnte. Die Typuslokalität der Nelson-Stacheltaschenmaus wurde mit Pinabeto (im Englischen 1902 auch Pinabete), Chiapas, angegeben. Dabei benannte er diese Art nach Nelson sowie die Goldman-Stacheltaschenmaus (Heteromys goldmani) nach Goldman. Die beiden Belegexemplare der Art wurden im Jahr 1896 gefunden. Danach konnte die Nelson-Stacheltaschenmaus dort erst wieder in den Jahren 2017 und 2018 mit fünf Individuen beobachtet werden.
Innerhalb der Art werden neben der Nominatform keine weiteren Unterarten unterschieden.

## Status, Bedrohung und Schutz
Die Nelson-Stacheltaschenmaus wird von der International Union for Conservation of Nature and Natural Resources (IUCN) als „stark gefährdet“ (endangered) eingeordnet. Begründet wird dies durch das sehr kleine Verbreitungsgebiet sowie die Bedrohung durch den lokalen Holzeinschlag. Weitere Bedrohungsfaktoren sind klimatische Veränderungen im Rahmen des Klimawandels und extremer Wetterbedingungen wie Stürme oder Überflutungen.

## Belege
1. 1 2 3 4 5 6 7 8  Nelson's Spiny Pocket Mouse. In: David J. Hafner: Subfamily Heteromyoninae, Genus Heteromys. In: Don E. Wilson, T.E. Lacher, Jr., Russell A. Mittermeier (Herausgeber): Handbook of the Mammals of the World: Lagomorphs and Rodents 1. (HMW, Band 6) Lynx Edicions, Barcelona 2016, S. 197. ISBN 978-84-941892-3-4.
2. ↑  Evelyn Rios, Consuelo Lorenzo, Sergio Ticul Álvarez-Castañeda: Genetic variation in Heteromys nelsoni (Rodentia: Heteromyidae) reveals its possible natural extinction. Mammalia 81 (3), 2017, S. 289–296, doi:10.1515/mammalia-2015-0173.
3. 1 2  Consuelo Lorenzo, Jorge E. Bolaños-Citalán, Oscar G. Retana-Guiascón: Rediscovery of Heteromys nelsoni in its type locality after over a century. Mammalia  84 (1), 2020, S. 6–9, doi:10.1515/mammalia-2018-0154.
4. 1 2 3  Heteromys nelsoni in der Roten Liste gefährdeter Arten der IUCN 2018. Eingestellt von: A.D. Cuarón, E. Vázquez, 2016. Abgerufen am 20. Dezember 2018.
5. 1 2 3   Heteromys (Xylomys) nelsoni. In: Don E. Wilson, DeeAnn M. Reeder (Hrsg.): Mammal Species of the World. A taxonomic and geographic Reference. 2 Bände. 3. Auflage. Johns Hopkins University Press, Baltimore MD 2005, ISBN 0-8018-8221-4.
6. 1 2  Clinton Hart Merriam: Twenty new pocket mice (Heteromys and Liomys) from Mexico. Proceedings of the Biological Society of Washington 15, 192; S. 41–50. (Digitalisat)